# Luna nera (Dani Faiv)
Luna nera è un singolo del rapper italiano Dani Faiv, pubblicato il 24 settembre 2021 come secondo estratto dal quarto album in studio Faiv.

## Tracce
1. Luna nera – 2:47